# شبکه نامنظم مثلثی

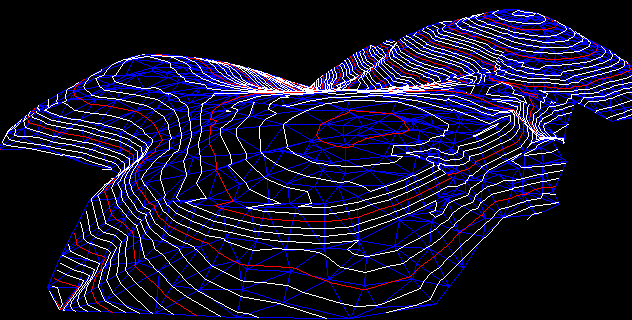
شبکه نامنظم مثلثی هم‌پوشانی‌شده با منحنی میزان

شبکه نامنظم مثلثی (انگلیسی: Triangulated irregular network) که به اختصار TIN نامیده می‌شود، نوعی ساختمان داده دیجیتال است که برای نمایش سطح در سامانه اطلاعات جغرافیایی (GIS) به‌کار می‌رود. شبکه نامنظم مثلثی نوعی نمایش بُرداری از عوارض فیزیکی سطح زمین یا بستر دریا است که از رئوس با پراکندگی نامنظم و خط‌های دارای دستگاه مختصات سه‌بعدی (x, y, z) ساخته شده که در شبکه‌های مثلثی غیر مشترک منظم شده‌اند. شبکه‌های نامنظم مثلثی اغلب از شطرنجی‌سازی مدل رقومی ارتفاع (DEM) ساخته می‌شود. یکی از مزیت‌های شبکه نامنظم مثلثی نسبت به مدل‌های رقومی ارتفاع در تهیه نقشه و تحلیل آن این است که بر اساس الگوریتم شبکه نامنظم مثلثی که تعیین می‌کند کدام نقاط نمایش دقیق‌تری از سطح زمین ارائه می‌کند، نقاط به صورت متغیر بر روی آن پراکنده شده‌اند؛ بنابراین داده‌های ورودی به شبکه نامنظم مثلثی دارای انعطاف‌پذیری بیشتر بوده و نقاط کمتری نسبت به DEM که در آن نقاط به شکل منظم پراکنده‌اند مورد نیاز است. با این حال شبکه نامنظم مثلثی ممکن است در برخی کاربردهای GIS مانند تحلیل شیب سطح و جهت شیب نسبت به مدل رقومی ارتفاع قابلیت کمتری داشته باشد.